# Air Forces Memorial
O Air Forces Memorial, ou Runnymede Memorial, em Englefield Green, perto de Egham, Surrey, na Inglaterra, é um memorial dedicado a 20.456 homens e mulheres das forças aéreas do Império Britânico, que foram mortos no ar e noutras operações durante a II Guerra Mundial. Os homenageados não possuem sepulturas conhecidas em qualquer lugar do mundo, não havendo rastreio neste sentido. O nome de cada um desses aviadores está gravado nas paredes de pedra do memorial, de acordo com o país, o esquadrão e a patente que tinham.

## Estilo
O memorial foi projetado por Sir Brantwood Edward Maufe com a esculturas tendo sido feitas por Vernon Hill. As artes em vidro e tetos decorados foram concebidos por John Hutton, e o poema gravado na janela da galeria foi escrito por Paul H. Scott. Ele foi o primeiro edifício pós-II Guerra Mundial listado como patrimônio inglês.

O telhado do memorial está virado em direção ao Rio Tâmisa e ao Prado de Runnymede, onde a Carta Magna foi selado pelo Rei João, em 1215. A maioria do norte, o oeste e o centro de Londres podem ser vistos à direita a partir do mirante; monumentos como o London Eye e o arco do Estádio de Wembley são visíveis em dias claros. O Castelo de Windsor e a área circundante podem ser vistos à esquerda.

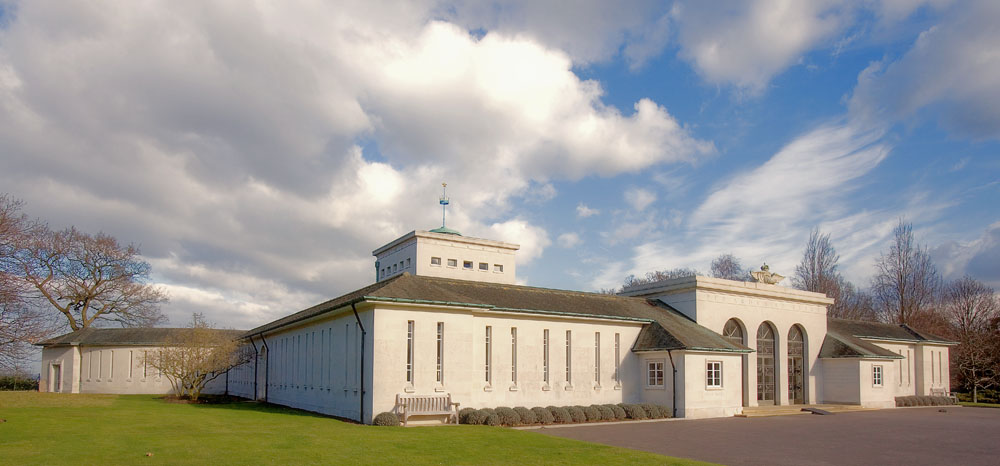
Air Forces Memorial.
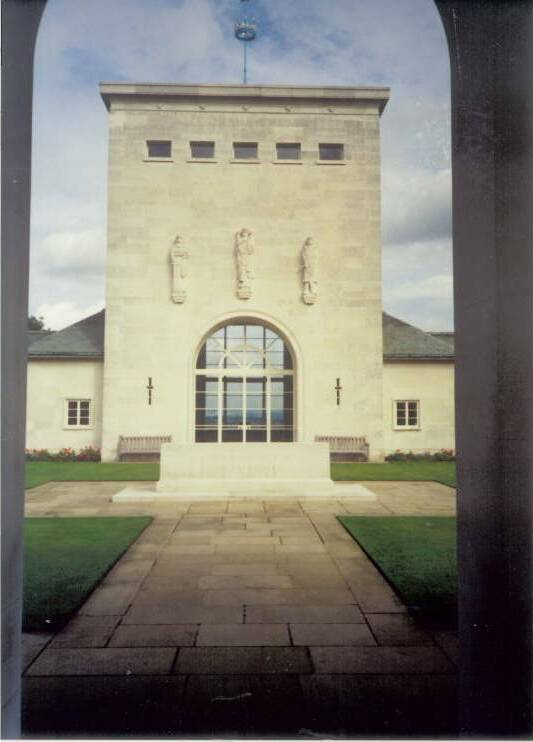
Air Forces Memorial.
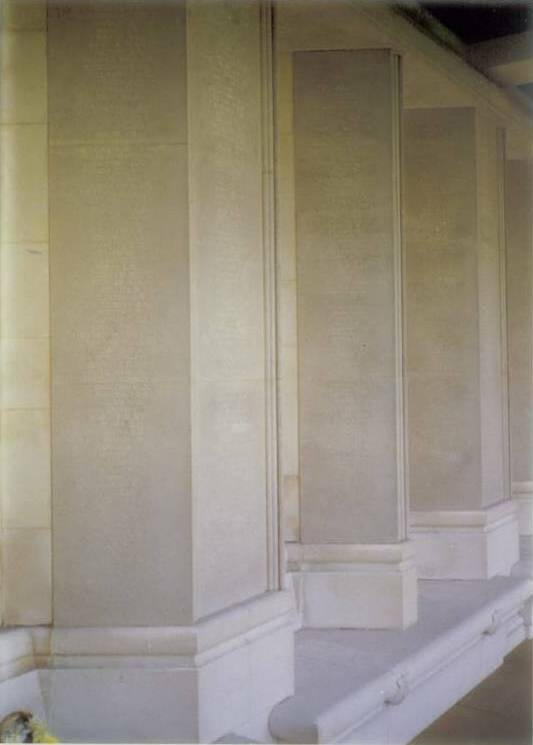
Air Forces Memorial.
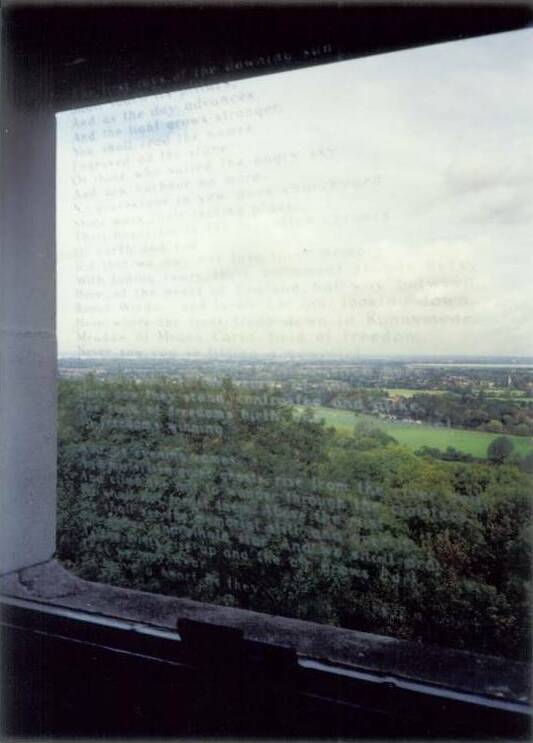
Air Forces Memorial.
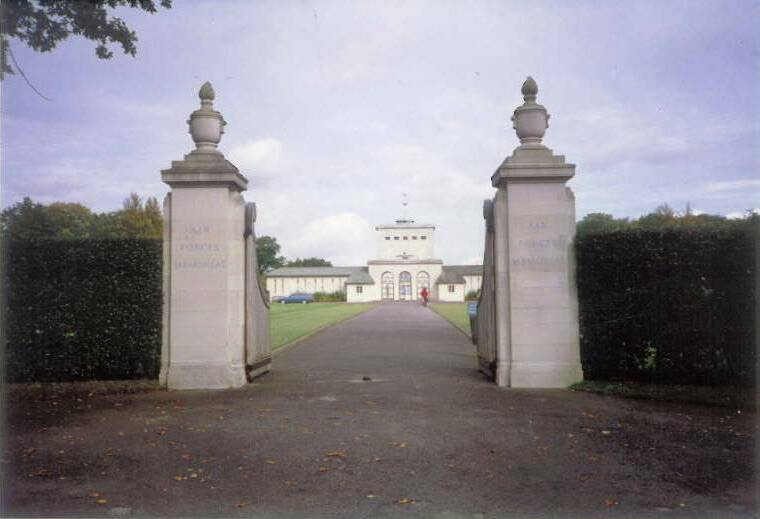
Air Forces Memorial.
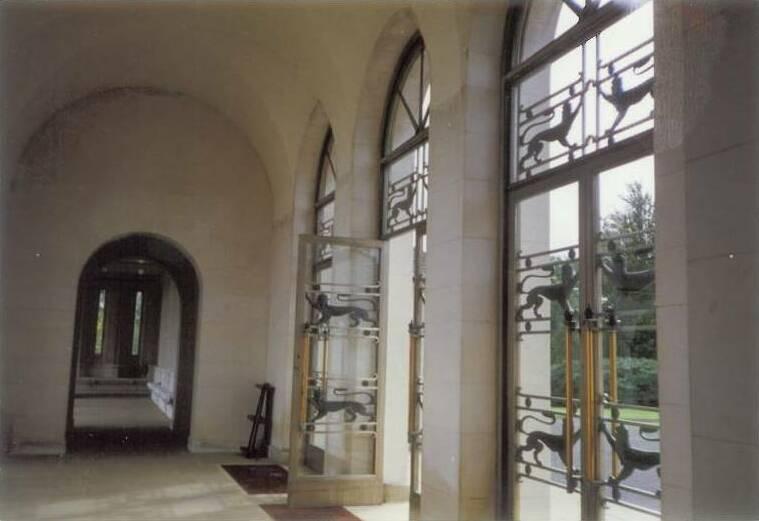
Air Forces Memorial.
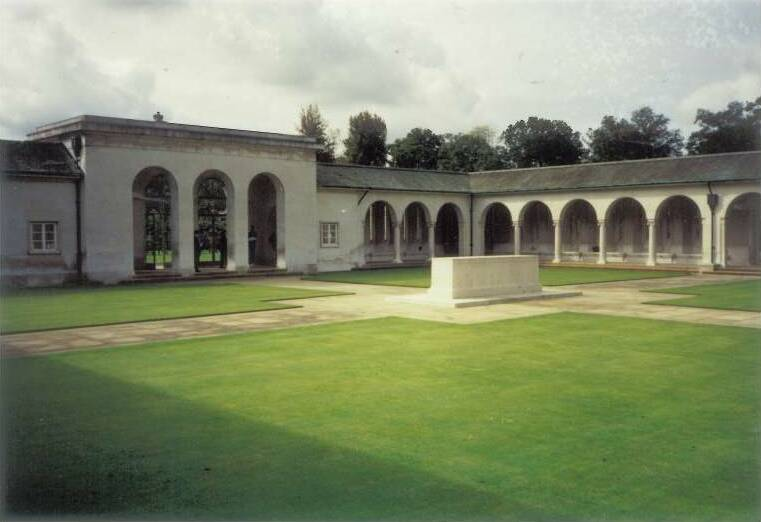
Air Forces Memorial.
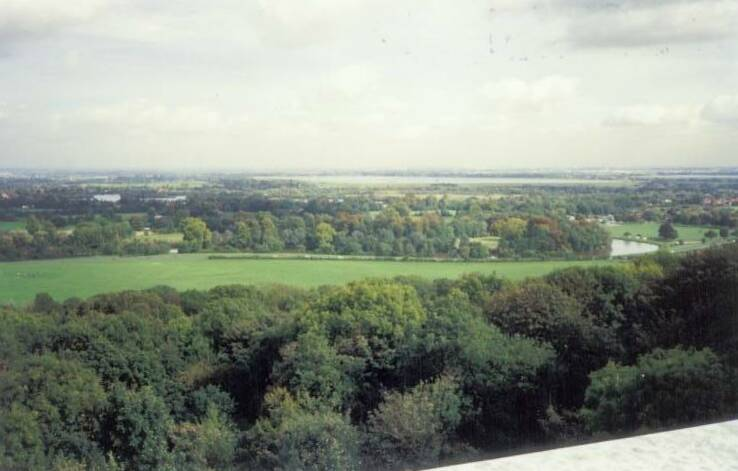
Air Forces Memorial.
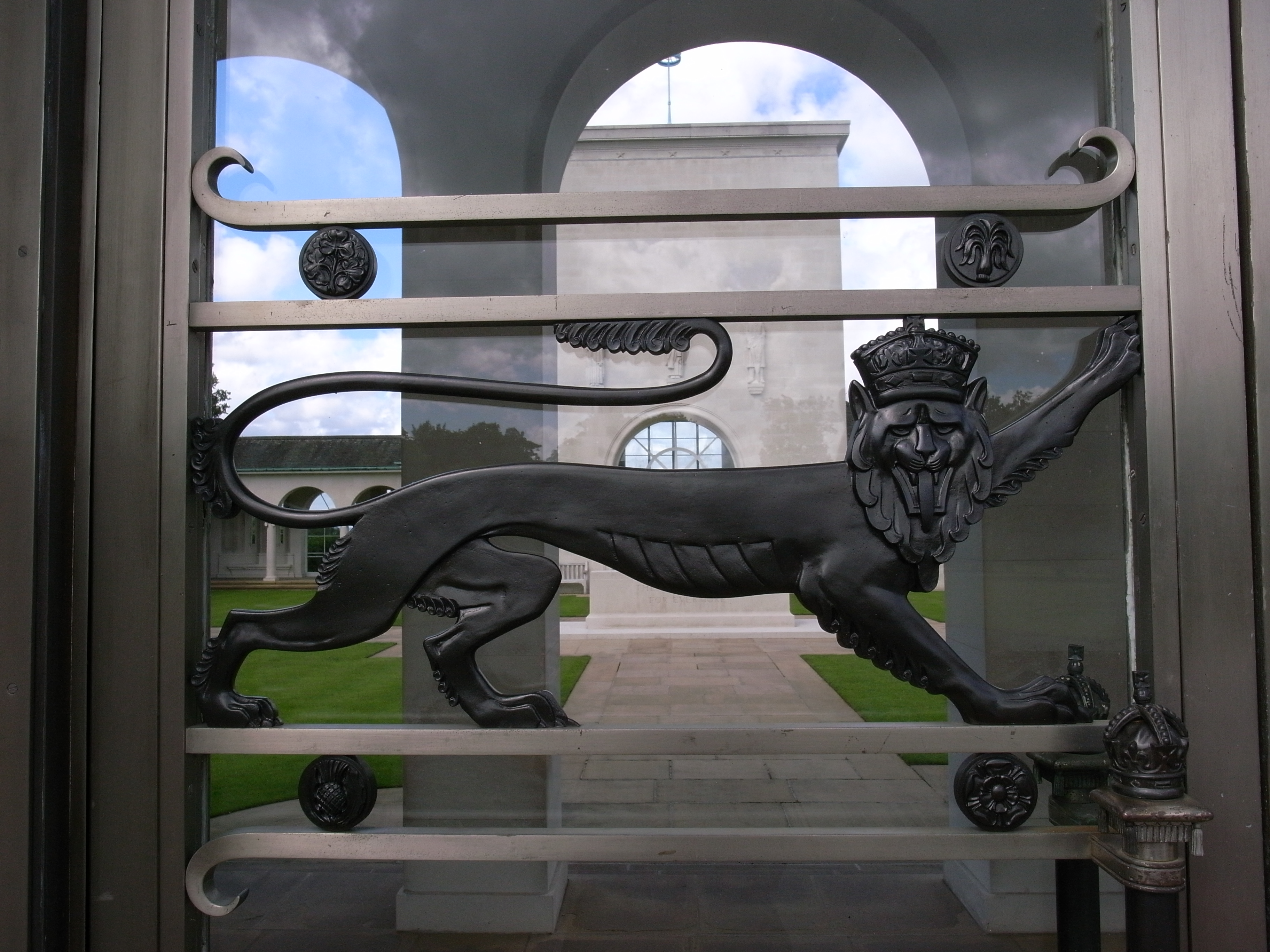
Uma das oito esculturas de bronze nos portões do memorial.
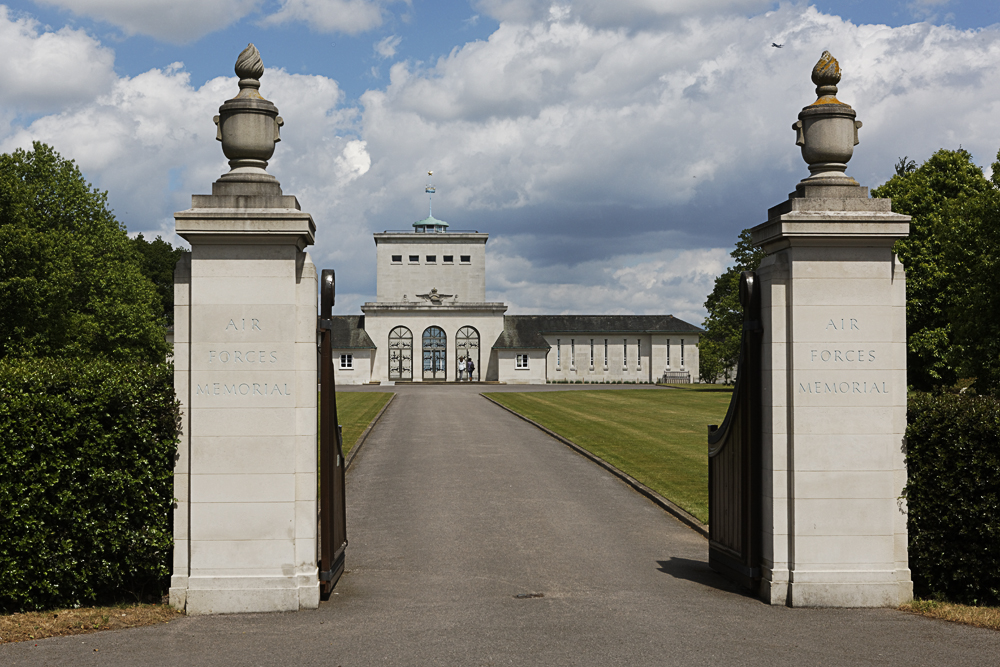
A entrada principal do monumento.
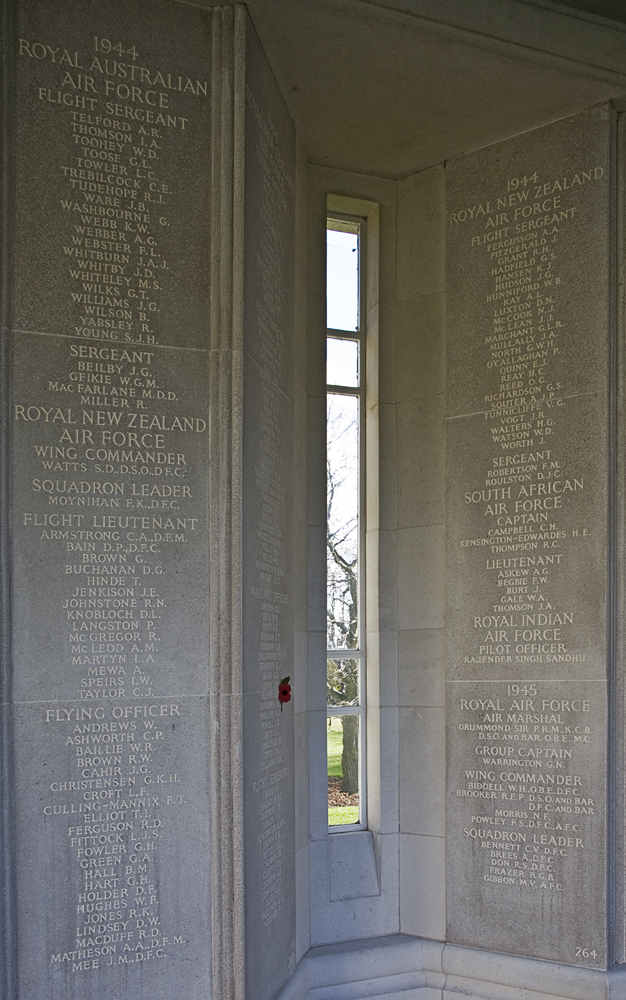
Nas paredes, estão gravados em pedra o nome dos homenageados, organizados por nacionalidade e patente.
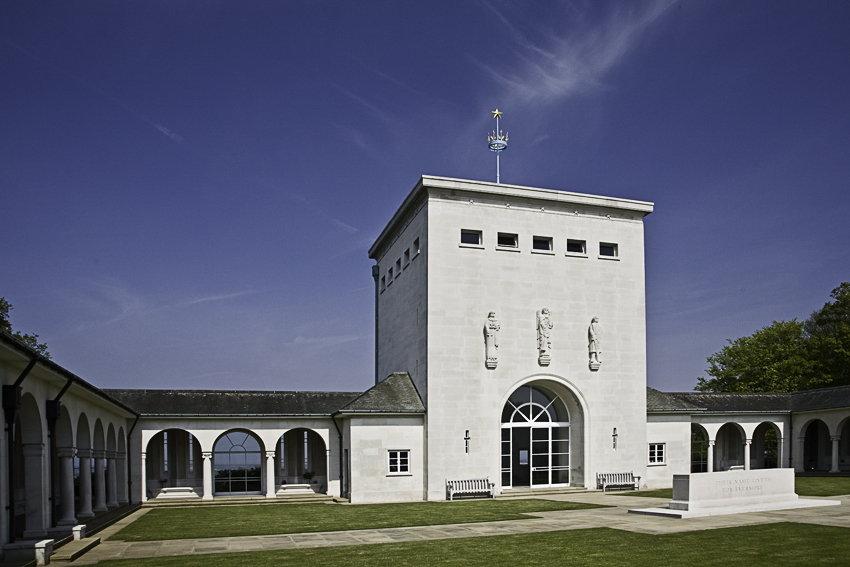
Claustro do memorial; ao centro, a estrutura da capela.
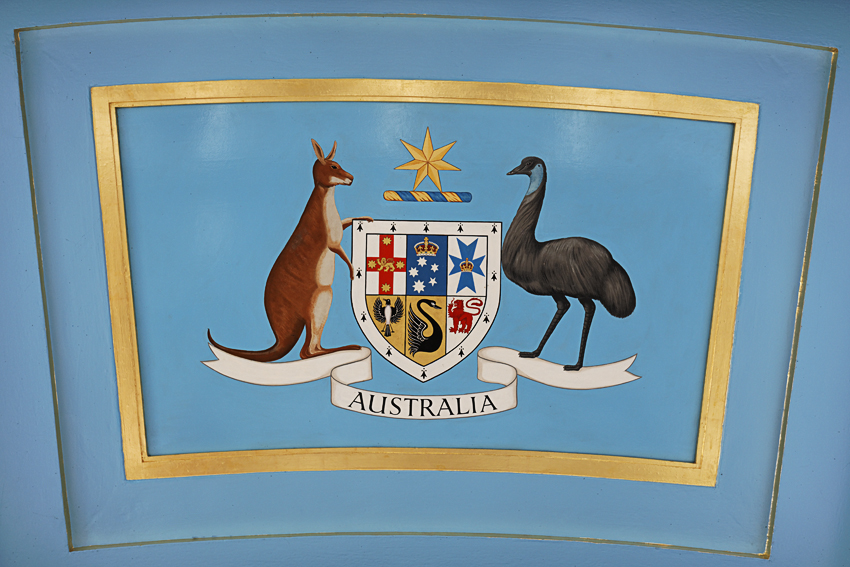
Exemplo de brasão de um dos países da Commonwealth no memorial. Este, em específico, é o da Austrália.
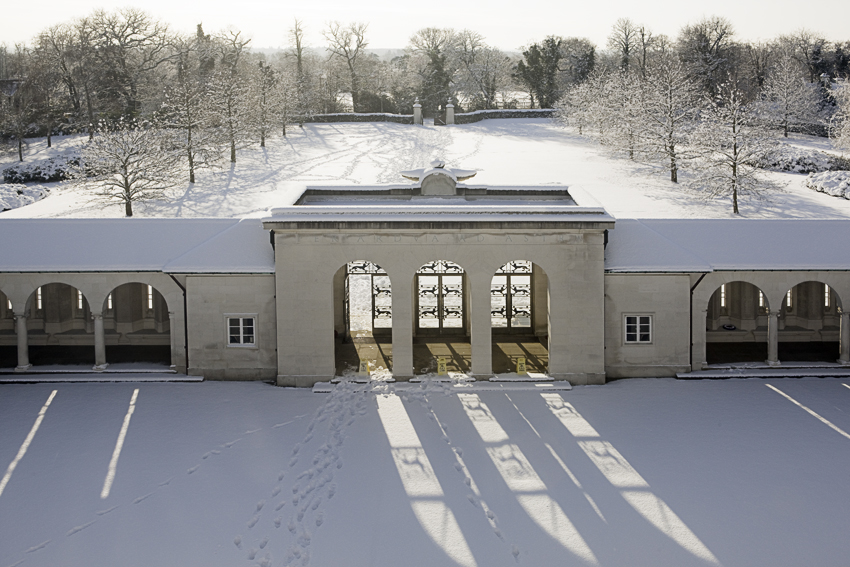
Vista do pórtico a partir da capela. Atenção para a sombra que os leões de metal dos portões formam.
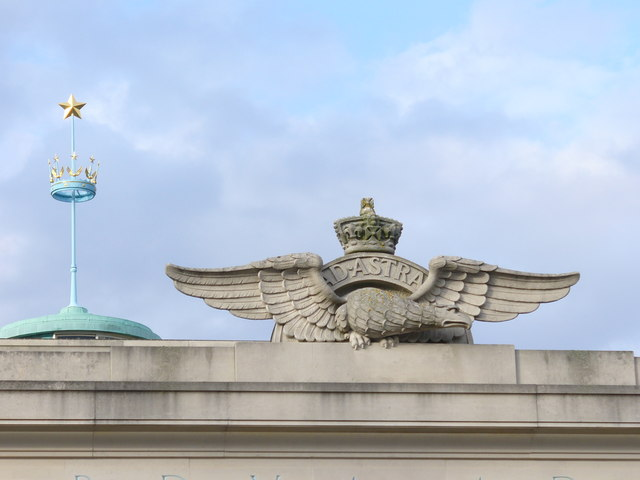
Águia da Real Força Aérea do Reino Unido no pórtico do memorial.

## Local
O memorial localiza-se em Coopers Hill Lane, Englefield Green, ao lado do antigo campus da Universidade de Brunel (e do Kingswood Hall da Royal Holloway, Universidade de Londres), quando este foi convertido num convento em 1965.

## Estado
É um edifício listado como de Grau II e foi concluído em 1953.

## Homenageados
- Tenente-aviador Howard Pedro Blatchford, piloto canadense veterano da Batalha da Grã-Bretanha.
- David Moore Crook, piloto de caça.
- Arthur ('Arte') Donahue, Tenente de Vôo e autor.
- Tenente-aviador John Dundas.
- Brendan (Paddy) Finucane, Comandante de Vôo .
- Líder do esquadrão Hilary Hood, piloto ferido na Batalha da grã-Bretanha.
- Amy Johnson, aviador.
- Piloto Vernon ('Shorty') Keogh, piloto americano da RAF NA Batalha da Grã-Bretanha.
- Tenente de Vôo Eric Lock.
- Piloto canadense William (Willie) McKnight.
- Wing Commander John Dering Nettleton, honrado com a Cruz da Vitória.
- Piloto Esmond Romilly, escritor anti-fascista.
- Piloto Oficial Derek Teden.
- Wing Commander Alois Vasatko, piloto tcheco.
- Assistente-Diretora de Seção de Noor Inayat Khan, agente da SOE.